# Jerzy Plawczyk
Jerzy Plawczyk (Polonia, 16 de abril de 1911 - 16 de enero de 2005) fue un atleta polaco especializado en la prueba de decatlón, en la que consiguió ser medallista de bronce europeo en 1938.

## Carrera deportiva
En el Campeonato Europeo de Atletismo de 1934 ganó la medalla de bronce en la competición de decatlón, logrando un total de 6399 puntos, siendo superado por el alemán Hans-Heinrich Sievert (oro con 6858 puntos) y el sueco Leif Dahlgren (plata con 6666 puntos).